# Евелин Костова
Евелин Ивова Костова е българска актриса. Известна е с ролите си във редица филми и сериали, сред които са „Къде е Маги?“, „Завръщане“ и „Съни бийч“.

## Биография
Родена е на 15 май 1993 г. в град Перник, Република България. 
През 2012 г. завършва средното си образование в Професионална гимназия по икономика в град Перник. В същата година е приета в НАТФИЗ „Кръстю Сарафов“ със специалност „Актьорско майсторство за драматичен театър“ при проф. Стефан Данаилов и завършва през 2016 г.

### Кариера в театъра
През 2012 г. е част от детско-юношеския театър „Мускетарите“ с ръководител Ваня Микова.
От 2016 г. до 2017 г. е част от трупата на Драматично-кукления театър „Иван Радоев“ в град Плевен, където играе в „Балада за Георг Хених“ по Виктор Пасков с ролята си на Марчела Отвъдната на режисьора Крум Филипов.
От 2017 г. е част от трупата на Театър „Българска армия“, където играе в „Много шум за нищо“ от Уилям Шекспир с ролята си на Магдалена, Марияна в „Тартюф“ от Жан-Батист Молиер, Болете в „Жената от морето“ на Хенрик Ибсен, Клия в „Черна комедия“ от Питър Шафър, Савка в „Албена“ от Йордан Йовков, Мишел в „Басейнът“ от Щефан Фьогел, Хестер Уърсли в „Жена без значение“ и Моника в „Стъпка по стъпка“ от Питър Куилтър.
През май 2022 г. участва в спектакъла „Бандата на Ламбо“, заедно с Радина Боршош, София Бобчева, Деян Ангелов, Дарин Ангелов, Павел Иванов и Ненчо Илчев на режисьора Росица Обрешкова. Събитието се състои на 23 май в Перник и е първото събитие от новоиздадения фестивал „Арт будилник“ с мото „Събуди се за култура“.

### Кариера в киното и телевизията
Евелин Костова е известна с ролите си на Маги Табакова в криминалния сериал „Къде е Маги?“, Ина Викторова в комедийния сериал „Секс, лъжи и ТВ“, Елеонора Верон в комедийния сериал „Столичани в повече“ от седми до единадесети сезон, Евелина в българския късометражен филм „Правила“ на режисьора Ясен Генадиев, Дара в двата филма на поредицата „Завръщане“ на режисьора Ники Илиев, Ивон Спасова в сериала „Съни бийч“.
През 2022 г. е член в журито на осмия сезон на риалити шоуто „България търси талант“, където си партнира с Катерина Евро, проф. Тодор Кантарджиев и Николаос Цитиридис.

## Участия в театъра
Народен театър „Иван Вазов“
1. 2013 – Жената на Уиндзор във „Веселите Уиндзорки“ – режисьор Ръсел Болъм[12][13][14]
2. 2013 – Кабаретна певица в „Херкулес и Авгиевите обори“ – режисьор Ивайло Христов

Театрална формация „Мелпомена“
- 2014 – Люси в „Благородния испанец“ – режисьор Велко Кънев

Театър НАТФИЗ
1. 2014 – Лейди Ана, Елена и Сводницата в „И само туй: Любов!“, компилация от 17 пиеси на Уилям Шекспир – режисьори Росица Обрешкова и доктор Сава Драгунчев[15]
2. 2015 – Клер в „Красиви тела“ от Лора Кънингам – режисьор Росица Обрешкова[16][17]
3. 2015 – Зоя в „Ателие по Зойкина квартира“ от Михаил Булгаков – режисьор Стефан Данаилов[18][19]

Драматично-куклен театър „Иван Радоев“, град Плевен
- 2016 – Марчела Отвъдната в „Балада за Георг Хених“ по Виктор Пасков – режисьор Крум Филипов

Театър „Българска армия“
1. Савка в „Албена“ от Йордан Йовков – режисьор Красимир Спасов[20]
2. Марияна в „Тартюф“ от Жан Батист Молиер – постановка Красимир Спасов[21][22][23]
3. Болете в „Жената от морето“ на Хенрик Ибсен – режисьор Василена Попилиева[24][25][26]
4. 2017 – Клия в „Черна комедия“ от Питър Шафър – постановка Иван Урумов[27][28][29]
5. 2018 – „Арсеник и стари дантели“ от Джоузеф Кесълринг – режисьор Борислав Чакринов[30][31][32]
6. 2019 – Мишел в „Басейнът“ от Щефан Фьогел – режисьор Атанас Атанасов[33][34][35]
7. 2019 – Хестер Уърсли в „Жена без значение“ от Оскар Уайлд – режисьор Стоян Радев[36][37][38]
8. 2020 – „Урок по български“ по Иван Вазов[39][40][41]
9. 2022 – Моника в „Стъпка по стъпка“ от Питър Куилтър – режисьор Лиза Шопова[42][43][44]

Театър „Бонини“
- 2017 – Жасент в „Нашата голяма френска сватба“ от Жан-Жак Брикер и Морис Ласег – режисьор Асен Блатечки[45][46]

Младежки театър „Николай Бинев“
- 2017 – Марчела Отвъдната в „Балада за Георг Хених“ по Виктор Пасков – режисьор Крум Филипов[47][48]

Драматично-куклен театър „Константин Величков“, град Пазарджик
- 2018 – „Лейтенантът от Инишмор“ – режисьор Асен Блатечки[49]

## Филмография
- „Къде е Маги?“ (2012) – Маги Табакова
- „Секс, лъжи и ТВ“ (2013) – Ина Викторова
- „Immunity“ (2014) – Красиво момиче
- „Section Zero“ (2016) – Ева Антоненка
- „Бунтът на варварите“ (2016) – Съпругата на Атила
- „Правила“ (2016) – Евелина
- „Умираме млади“ (2019) – гадже на Габриела
- „Завръщане“ (2019) – Дара
- „Съни бийч“ (2020) – Ивон Спасова
- „Принуда“ (Coercion) (2021) – Петя
- „Завръщане 2“ (2022) – Дара
- Столичани в повече - Елеонора Верон

## Личен живот
Костова има връзка с актьора – Михаил Петров, с когото имат дъщеря – Ивайла.

## Други дейности
През 2022 г. ще участва в кампанията „Подкрепи отбора на бъдещето – децата на България“ на „УНИЦЕФ“, със златните момичета на България, Поли Генова, Алек Алексиев, Ники Кънчев, Ралица Паскалева, Даниел Петканов, Слави Панайотов, Бойко Кръстанов, Искра Донова, Радина Кърджилова, Радина Боршош и други.

## Награди и номинации
През 2021 г. печели две награди за най-добра актриса за ролята си на Петя в късометражния филм „Принуда“ (Coercion) на международните филмови фестивали в Прага, Лондон и Ню Йорк.